# 圣伊什特万包克绍
圣伊什特万包克绍（匈牙利語：Szentistvánbaksa）是匈牙利包尔绍德-奥包乌伊-曾普伦州所辖的一个村。总面积6.56平方公里，总人口268，人口密度40.9人/平方公里（2011年1月1日）。